# Peter Balling
Peter Balling Christensen, más conocido como Peter Balling (Skive, 5 de abril de 1990) es un jugador de balonmano danés que juega de lateral derecho en el Bjerringbro-Silkeborg. Es internacional con la selección de balonmano de Dinamarca.
Su primer gran torneo con la selección fue el Campeonato Europeo de Balonmano Masculino de 2016.

## Palmarés

### Team Tvis Holstebro
- Copa de Dinamarca de balonmano (1): 2017

## Clubes
- Mors-Thy Håndbold (2008-2011)
- Skanderborg Håndbold (2011-2014)
- Team Tvis Holstebro (2014-2020)
- KIF Kolding (2020-2022)
- Bjerringbro-Silkeborg (2022- )